# Varaire
Die französische Gemeinde Varaire liegt im Département Lot in der Region Okzitanien. Der kleine, 356 Einwohner (Stand 1. Januar 2022) zählende Ort ist Teil des Regionalen Naturparks Causses du Quercy.   
Durch Varaire führt der Fernwanderweg GR 65, welcher weitgehend dem historischen Verlauf des französischen Jakobsweges Via Podiensis folgt.

## Geografie und Geschichte
Varaire liegt am südwestlichen Rand des Zentralmassives im regionalen Naturpark Causses du Quercy, an der Grenze zwischen der Causse de Limogne und der Quercy Blanc.

Die nächste Stadt ist Cahors, man erreicht sie in westlicher Richtung, durch die Causse du Blanc, über die D19 und D22 nach circa 30 Straßenkilometern.
Die nächsten französischen Großstädte sind Toulouse (87 km) im Süden, Bordeaux (191 km) im Nordwesten und Montpellier (191 km) im Südosten.
Im Gebiet von Varaire gibt es Dolmen, die von menschlicher Besiedlung bereits in der Steinzeit zeugen. Die ersten Anfänge des Ortes gehen auf eine römische Siedlung an der Römerstraße zwischen Bibon (Cahors) zu Segudunum (Rodez) zurück. Die Burg des Ortes wurde durch die Familie Cardaillac errichtet und in der ersten Hälfte des 13. Jahrhunderts durch einen Turm und weitere Gebäude ergänzt. Die Familie Cardaillac stellte mehrfach den Bischof von Cahors. Nach seiner Zerstörung im Hundertjährigen Krieg wurde Varaire neu aufgebaut.

## Bevölkerungsentwicklung
| Jahr      | 1962 | 1968 | 1975 | 1982 | 1990 | 1999 | 2010 | 2018 |
| Einwohner | 307  | 282  | 236  | 256  | 278  | 268  | 306  | 324  |

## Jakobsweg (Via Podiensis)
Im Mittelalter gab es im Ort zwei Herbergen und ein Hospiz. Heute gibt es nur noch eine Pilgerherberge (französisch: Gîte d'étape) und spärliche Privatquartiere.  
Diese Variante des Jakobswegs führt weiter über die Kalkhochfläche der Causse du Blanc und vereinigt sich kurz darauf mit der Célé-Variante, um dann zum letzten Mal das Lot-Tal in Cahors zu berühren. Als Straßenverbindung führt die Strecke D19–D22 nach Cahors.

## Sehenswürdigkeiten
Der Turm und das Haus des Cardaillac bilden den Kern des Ortes. Diese Gebäude sind die einzigen sichtbaren Zeugen des Mittelalters.
- Schloss Couanac mit Renaissance-Kapelle und romanischen Kapitellen
- Kirche Saint-Barthélemy von 1864
- Ölmühle als Göpelmühle